# Chiloschista phyllorhiza
Chiloschista phyllorhiza là một loài thực vật có hoa trong họ Lan. Loài này được (F.Muell.) Schltr. mô tả khoa học đầu tiên năm 1921.